# Ovidio Sánchez Díaz
Ovidio Sánchez Díaz (Pola de Laviana, Astúries, 21 de setembre de 1952) és un polític asturià membre del Partit Popular.
Es llicenciar en Dret a la Universitat d'Oviedo. Va exercir d'advocat. Va esdevenir regidor d'Oviedo per al Partit Popular entre 1983 i 1991. Els anys 1985, 1986 i 1987 va ser portaveu de l'oposició al consistori. Des de 1991 va ser diputat autonòmic: entre 1991 i 1995, fou Secretari Segon de la Mesa de la Cambra alhora que va ser portaveu en temes d'infraestructures. Des del 23 de juny de 1995 va ser el president del Parlament asturià.